# Wilhelm Prinz
Wilhelm Alfred Joseph Prinz (* 28. Juli 1857 in Mülheim am Rhein; † 1. August 1910 in Uccle) war ein deutsch-belgischer Geologe und Selenograph.
Prinz verließ Deutschland mit 16 Jahren und lebte fortan in Brüssel, wo es er als wissenschaftlicher Assistent im Museum des Institut d'Histoire Naturelle und in der königlichen Sternwarte arbeitete.
1893 wurde er Dozent der Universität Brüssel, 1895 außerordentlicher Professor und 1902 ordentlicher Professor.
Der Mondkrater Prinz ist nach ihm benannt.

## Schriften
- Etudes sur des coupes de Diatomees observees dans des lames minces de la roche de Nykjobing, 1880
- Étude de la structure des éclairs par la photographie, 1888
- Annuaire de l'Observatoire royale de Bruxelles, 1891
- Agrandissements de Photographies Lunaires, 1894
- L'atlas photographique de la Lune de Lick Observatory, 1896
- Der photographische Mond-Atlas der Pariser Sternwarte, 1896
- L'état de l'intérieur de la Terre, 1902
- Le tremblement de terre d'Andidjan, 1902
- L'eruption de la montagne Pelee, 1902
- Analyse de la boue tombée en Belgique le 22 février 1903, 1903
- Quelques remarques générales à propos de l’essai de carte tectonique de la Belgique, 1904
- Observations d'éclairs, 1905
- L'eruption du Vésuve, 1906
- Les oxydes de titane et autres produits d'alteration de quelques roches du Brabant suivi de remarques sur le dynamo-métamorphisme, 1907
- Les Cristallisations des Grottes de Belgique, 1908
- Sur les similitudes que présentent les cartes terrestres et planetaires